# Утрехтські караваджисти

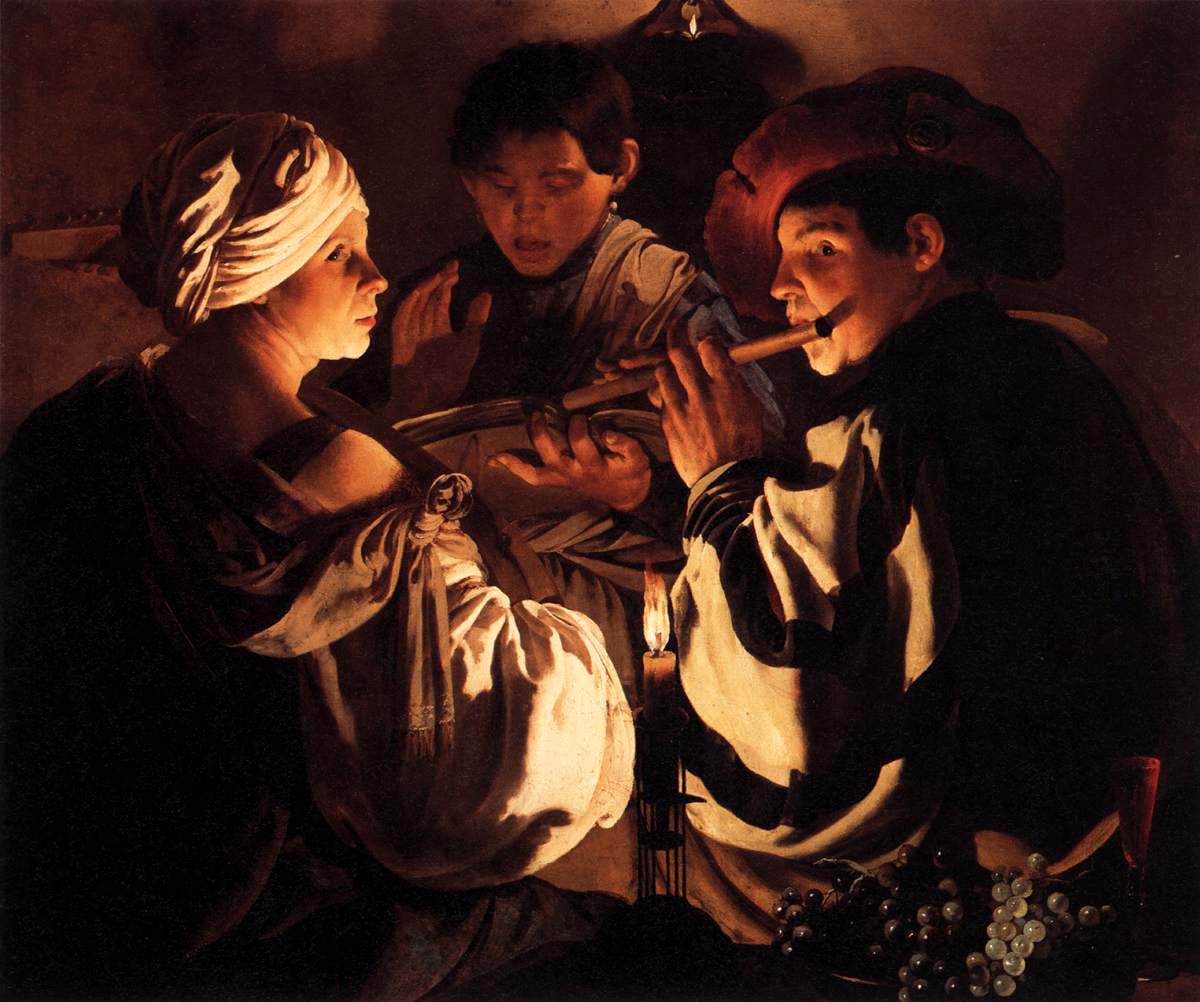
Гендрік Тербрюгген, «Концерт», 1627 р., Національна галерея (Лондон).

Утрехтські караваджисти — невелика група митців Голландії XVII століття, що творчо розвивала знахідки художника — реформатора живопису з Італії Караваджо (1571—1610).

## Три несхожі майстри
Особливу групу в мистецтві Голландії XVII століття посіли так звані утрехтські караваджисти. На відміну від головної купи художників протестантської Голландії, мешканці Утрехта залишились в лоні католицької церкви і довгі роки підтримували зв'язки з осередком католицизму і витончених мистецтв — Римом. Тут залюбки працювали представники нідерландського маньєризму попередньої доби, тобто XVI століття. Зв'язок з Римом і новітною течією в мистецтві — караваджизмом — успадкували саме утрехтці. Деякі з них десятиліттями жили і працювали в Римі — Герріт ван Гонтгорст, Бабюрен, багато обдарований Гендрік Тербрюгген. До того ж Тербрюгген зустрічався в Римі з самим Караваджо і бачив його твори та вивчав їх.
Розквіт творчості утрехтських караваджистів припав на перші 35 років XVII століття. За цей час Тербрюгген та Дірк ван Бабюрен померли, а Гонтгорст все більше відходив від настанов Караваджо. Але утрехтські караваджисти мали суттєвий вплив на художників-голландців з інших мистецьких центрів, серед них — Герріт Доу і сам Рембрандт, який ніколи не був в Італії. Багато спільного з утрехтськими караваджистами знайдено і в творах уславленого французького майстра з Лотарингії на ім'я Жорж де Латур.

## Гонтгорст
Найуспішнішу кар'єру художника зробив Гонтгорст.
Близько 1620 р. він повернувся з Італії в Голландію. Перші два роки працював в місті Гаага. Але мав небагато замовлень і збіднів, жив в кімнаті на даху. З 1622 р. — в рідному Утрехті, де став майстром художньої Гільдії Св. Луки. Тут мав замовлення і здобув славу. Серед візитерів до майстерні Гонтгорста був сам вельможний Пітер Пауль Рубенс, що вказує на художні успіхи Гонтгорста. У 1628 році працював в Лондоні над замовленнями короля Британії Карла 1-го Стюарта. Серед замовників художника був і король Данії Крістіан IV. Отже, Гонтгорст зумів зробити міжнародну художню кар'єру, що вдавалося не кожному.
В 1637 році Гонтгорст знову в Гаазі, яку тепер вдалося підкорити: він фаворит Фредеріка Гендріка, герцога Оранського. Гаага була домівкою Гонтгорста 15 років. У 1652 він повертається в рідний Утрехт, де жив до смерті у 1656 році.

## Тербрюгген
Неофіційним суперником Гонтгорста в Утрехті став художник Тербрюгген. Він теж подорожував до Італії, де бачив на власні очі картини Караваджо. Він повернувся в Утрехт раніше за Бабюрена і Гонтгорста. Це Тербрюгген приніс першим в Утрехт звістку про дивні художні знахідки Караваджо. А музичні картини Тербрюггена стали прямим і творчим продовженням найкращих музичних сцен Караваджо і його найталановитіших послідовників. Музи́ки на картинах Тербрюггена дійсно занурені в музику, а не в залицяння чи флірт, як у Гонтгорста.

## Бабюрен

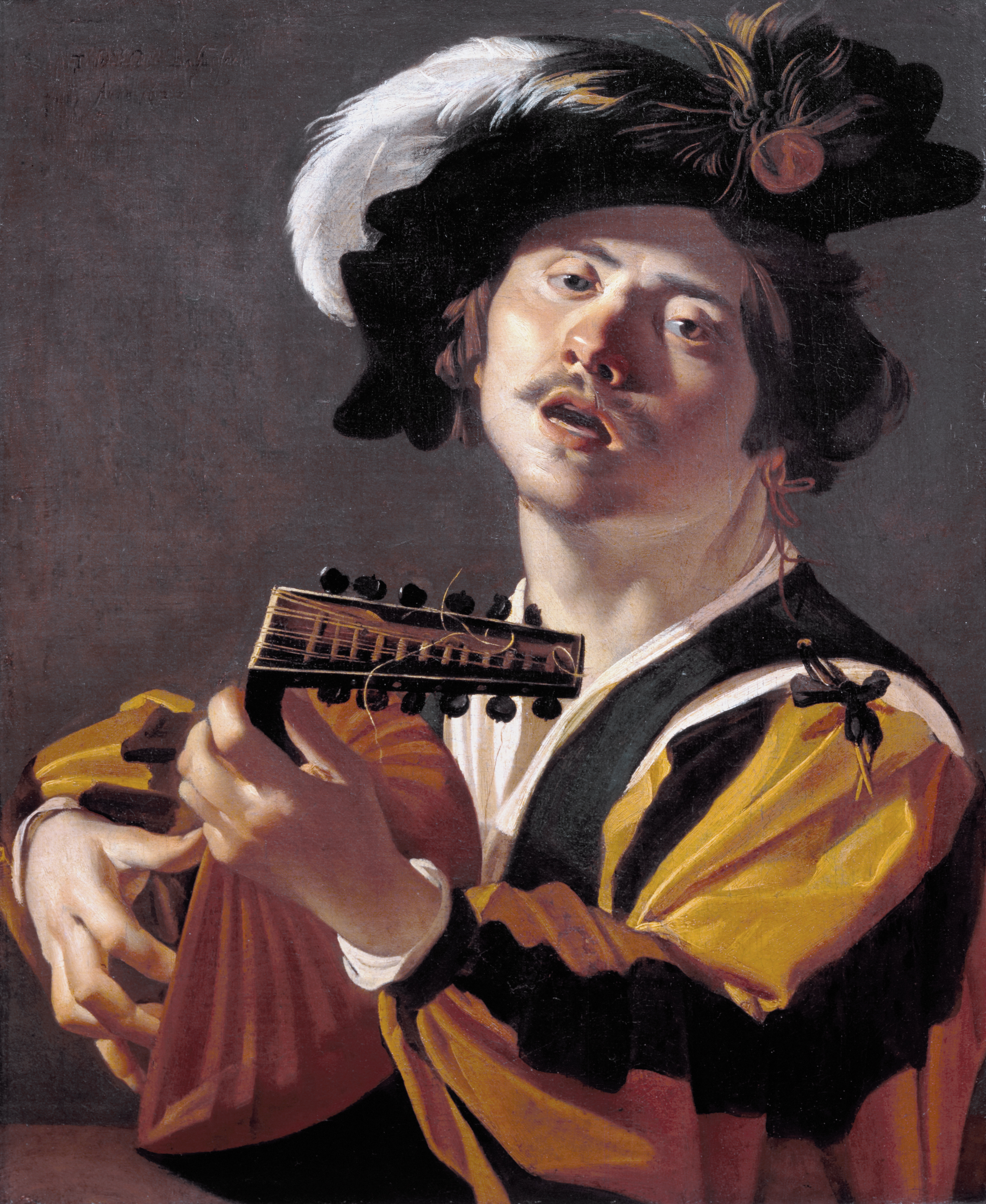
Бабюрен, Лютнист, 1622, Утрехт, Центральний музей.

День, рік і місто народження Дірка ван Бабюрена невідомі. Приблизно його віносять до 1595 року. Вже у 1611 році його записали у гільдію Св. Луки Утрехта, що давало право на фахову діяльність. Його вчителем був Паулюс Морелсе (1571—1638), декан гільдії художників міста Утрехт. Художник і архітектор, Морелсе теж був в Італії і міг багато чому навчити молодика Бабюрена.
Приблизно з 1612 року Бабюрен в Римі. Твори на біблійні теми і роботи в римських церквах доводять, що родина і сам Бабюрен були католиками. Молодий художник звернув на себе увагу особистого лікаря папи римського Урбана 8-го Джуліо Манчіні і той писав про Бабюрена в своїй книзі. Меценатом молодого художника був і маркіз Вінченцо Джустініані. Художня манера Бабюрена склалась під впливом Караваджо і його римських послідовників. Роботи римського періоду більш старанні і добре виписані, але далекі від витонченості і шляхетності творів Ніколо Реньєрі чи Валантена де Булонь. В Римі жив в приході церкви Сан Андреа делле Фрате, добре обжитому художниками іноземцями.
Через 8 років Бабюрен повернувся в Утрехт. Батьківщина зустріла хворобою батька і його смертю. Після похорон займався справами родини і багато працював художником. Створив для аристократа Фредеріка Гендріка Оранського декілька портретів римських імператорів. В лютому 1624 року нестарий ще Бабюрен помер.

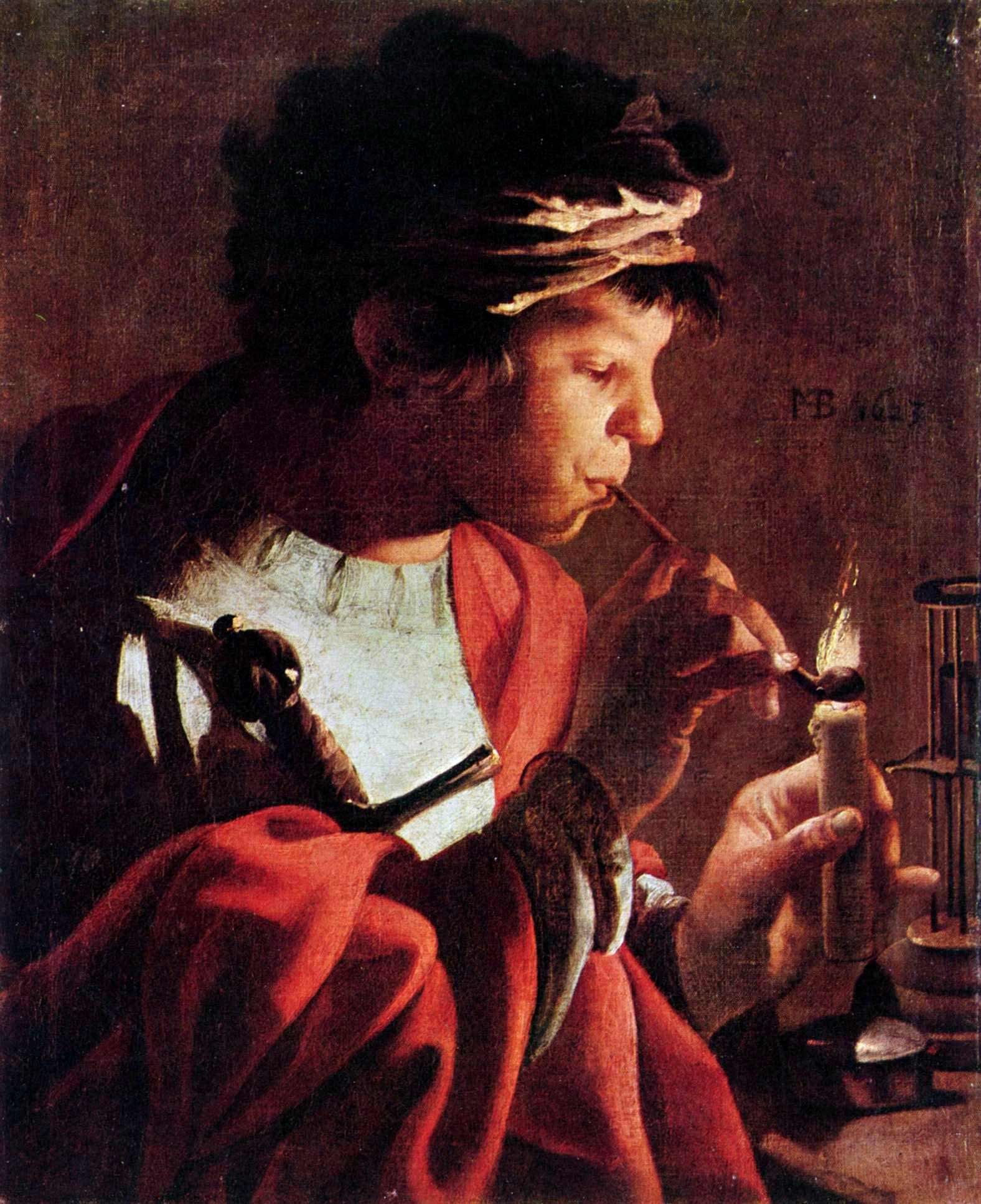
Тербрюгген, Молодий вояк розкурює люльку, 1623, місто Егер, Угорщина.
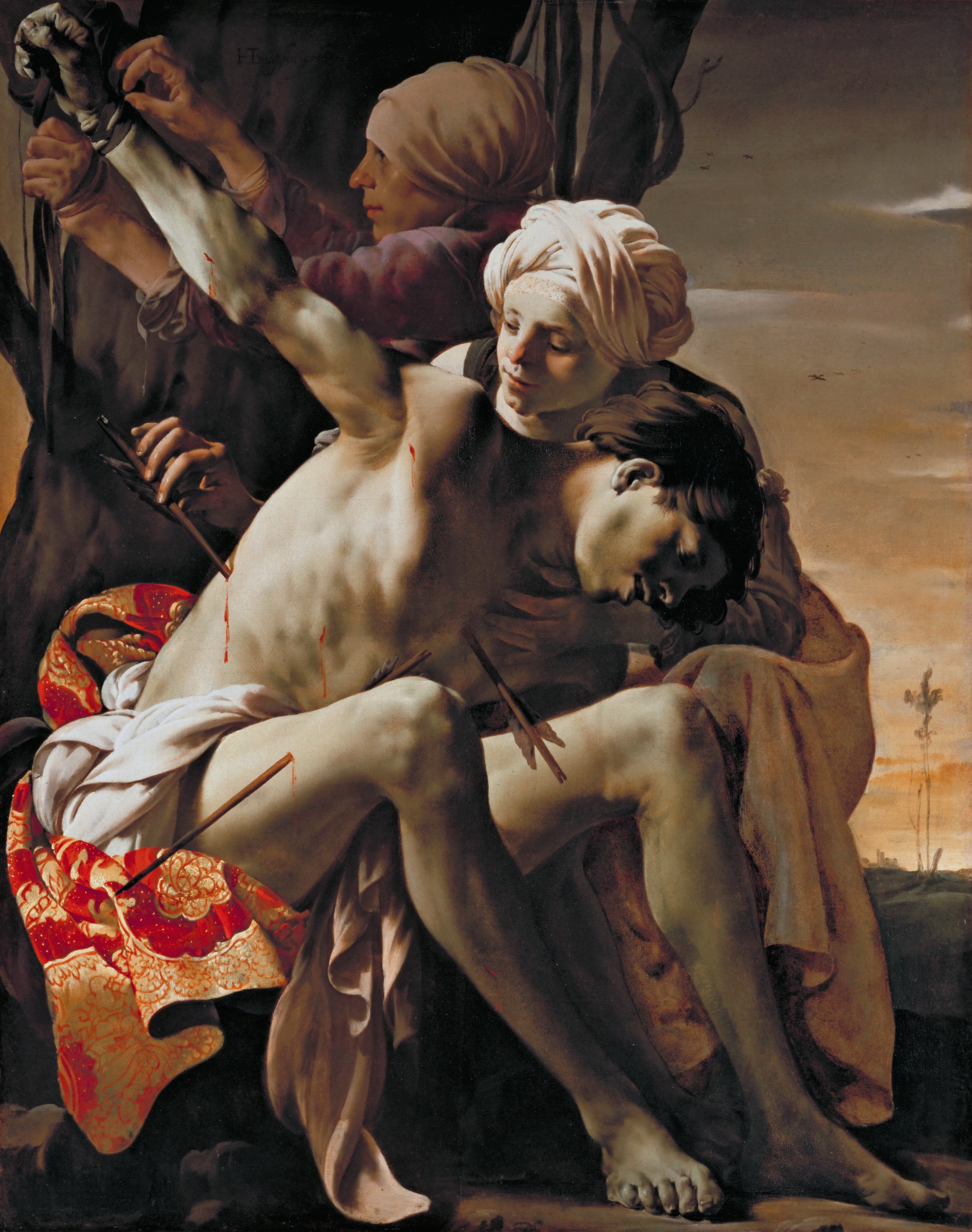
Тербрюгген. Свята Ірина рятує Святого Себастьяна
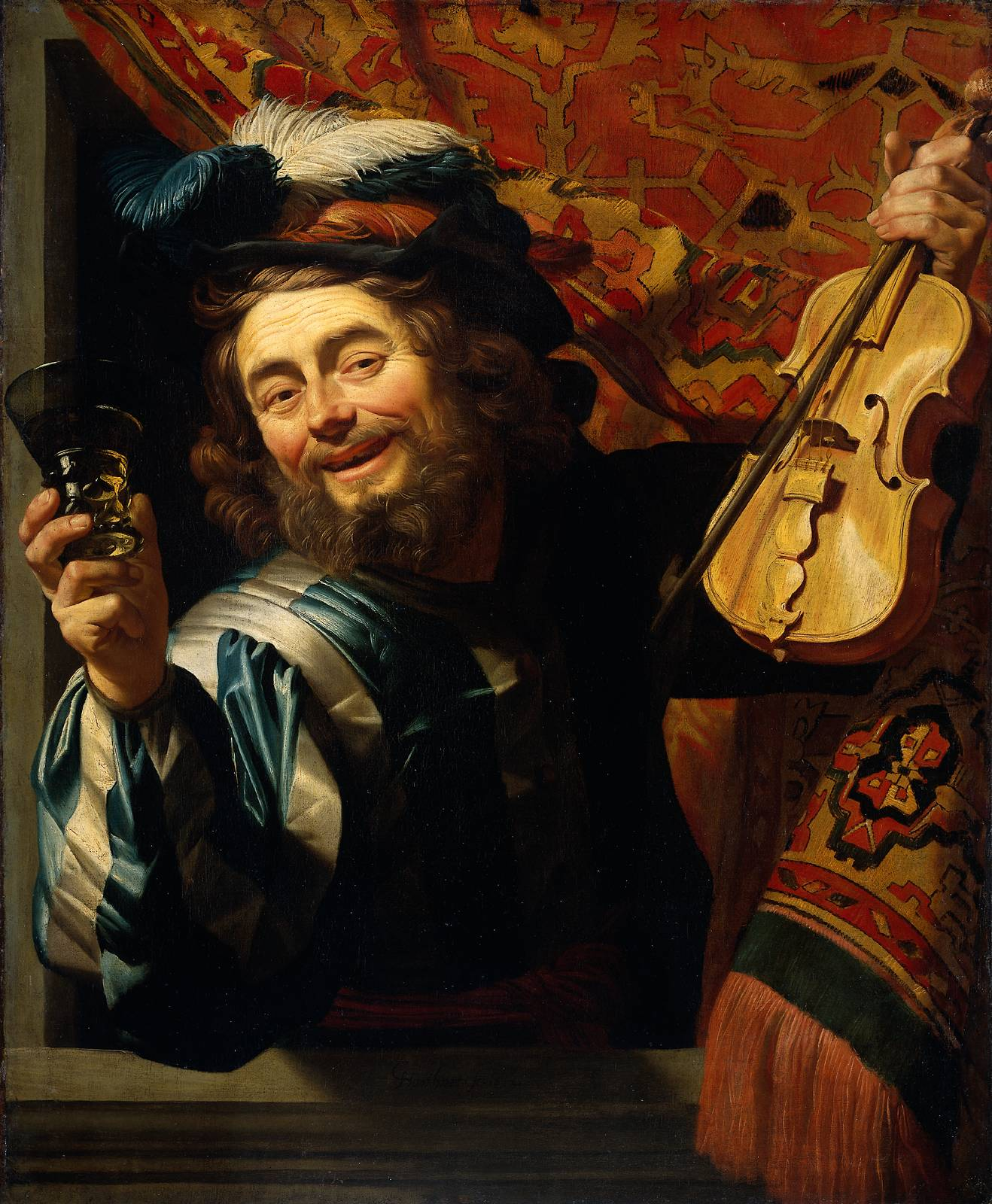
Гонтгорст. П'яненький скрипаль, 1623 р.
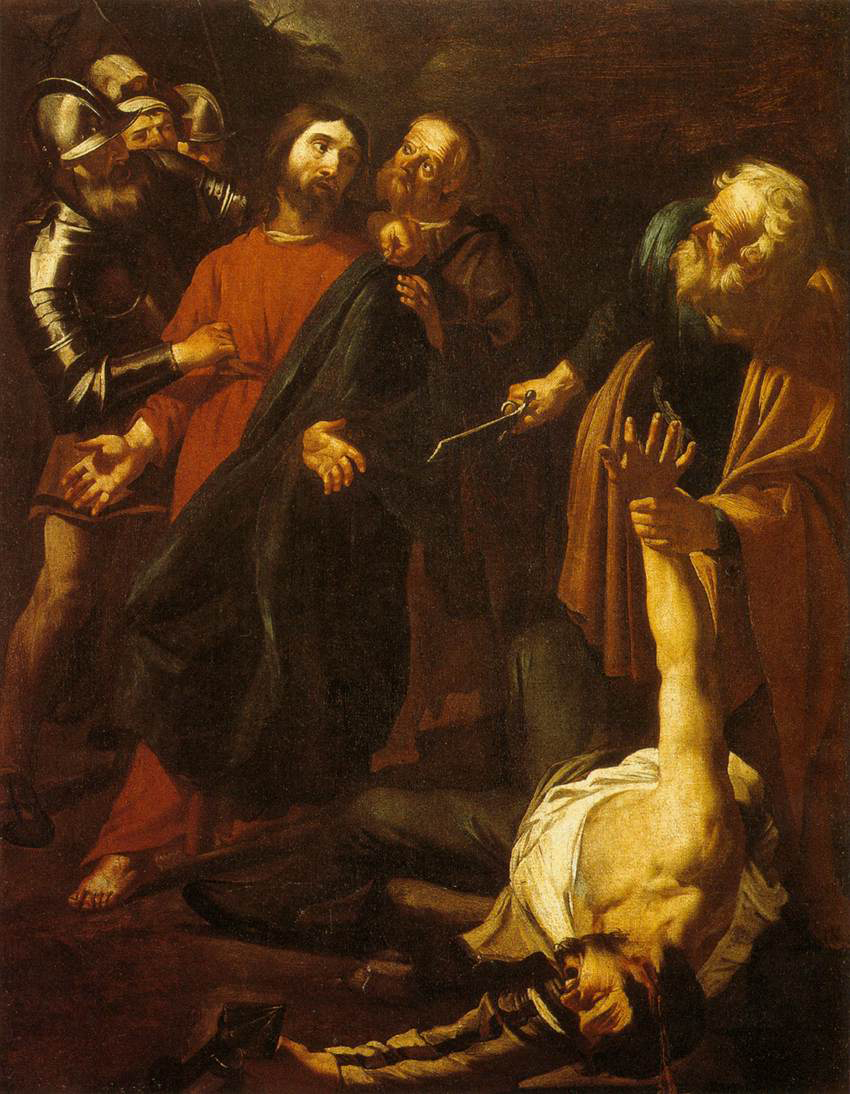
Бабюрен. Христа беруть під варту.

## Матіас Стомер
Навіть серед талановитих утрехтських живописців особливе місце посів утаємничений Матіас Стомер, католик-фламандець, що перебрався в Італію та залишився там на все життя. А картини Стомера, надзвичайно високих мистецьких якостей, стали надбанням культури двох країн — Італії і Голландії XVII століття.

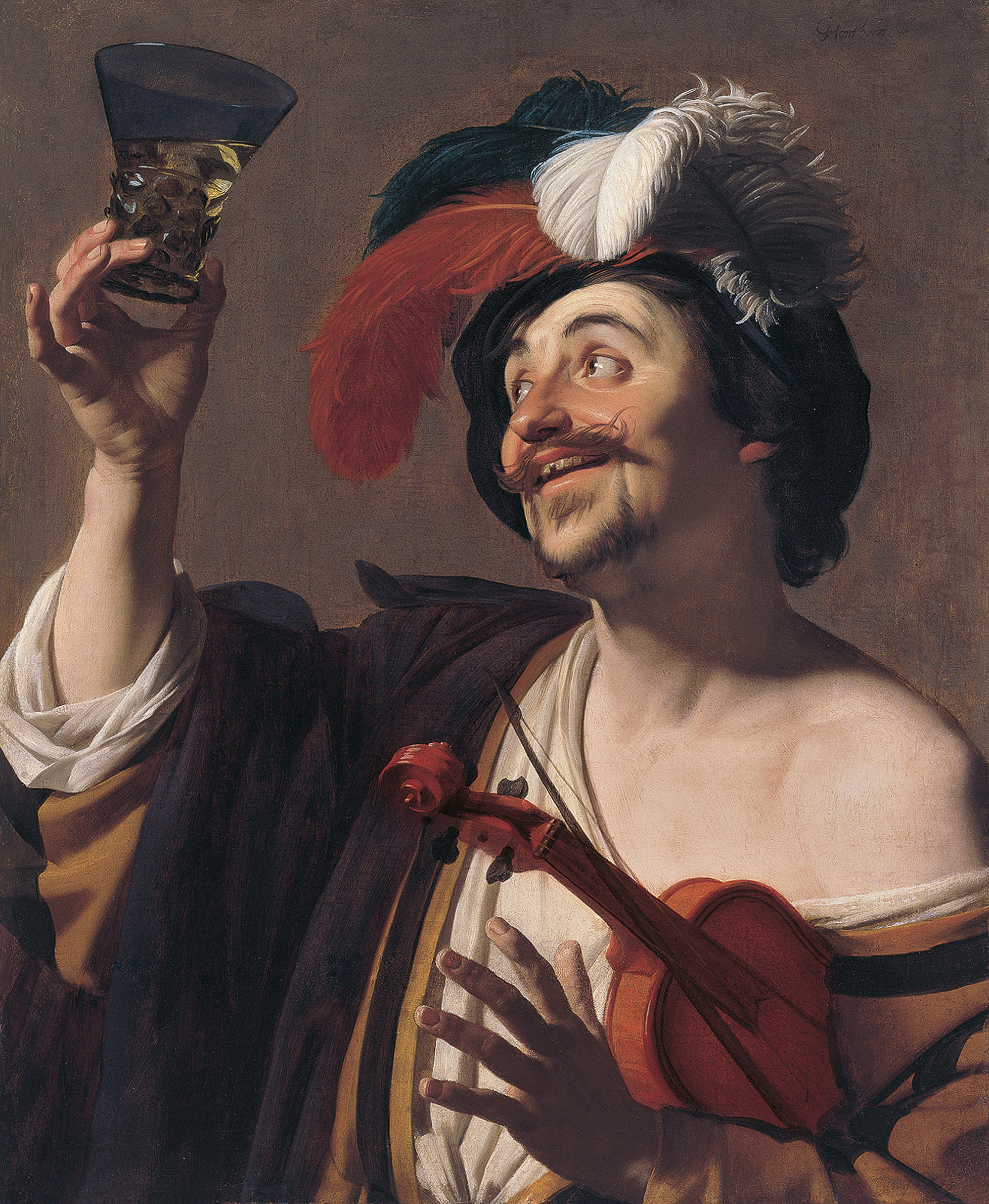
Гонтгорст. Скрипаль з чаркою вина, бл.1624 Музей Тіссен-Борнемісса, Мадрид.
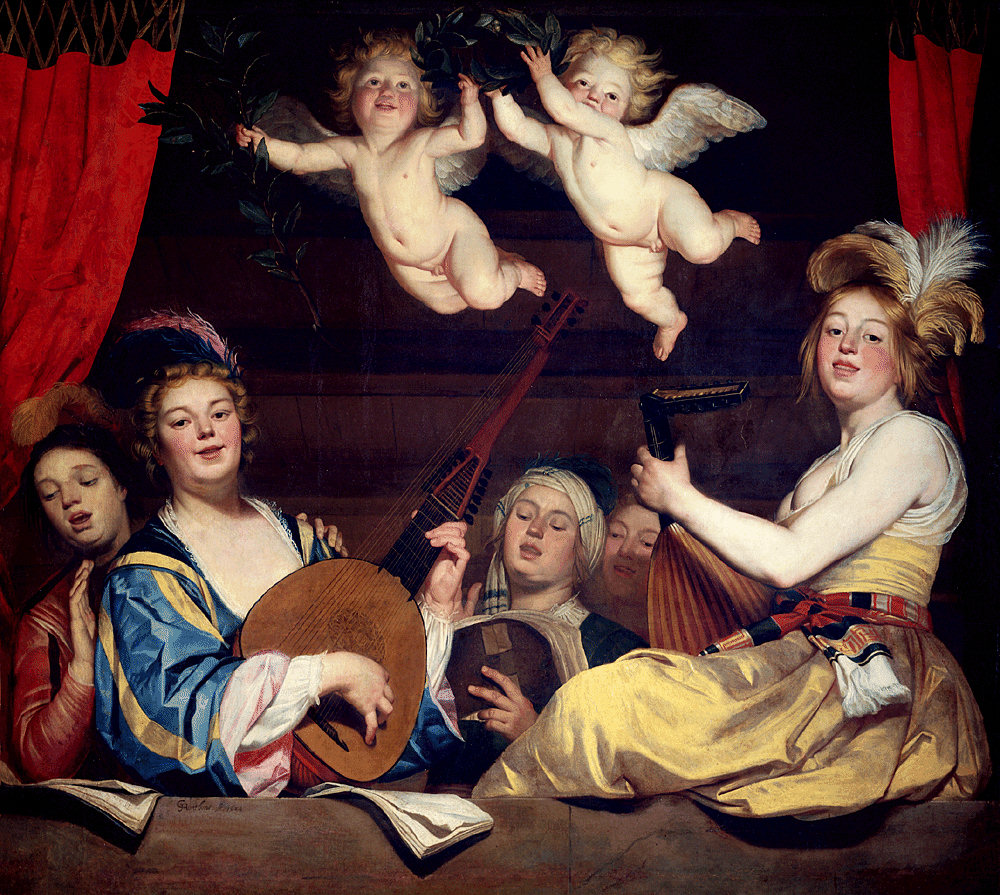
Гонтгорст. Концерт(Музичний супровід бенкету),1624 р.
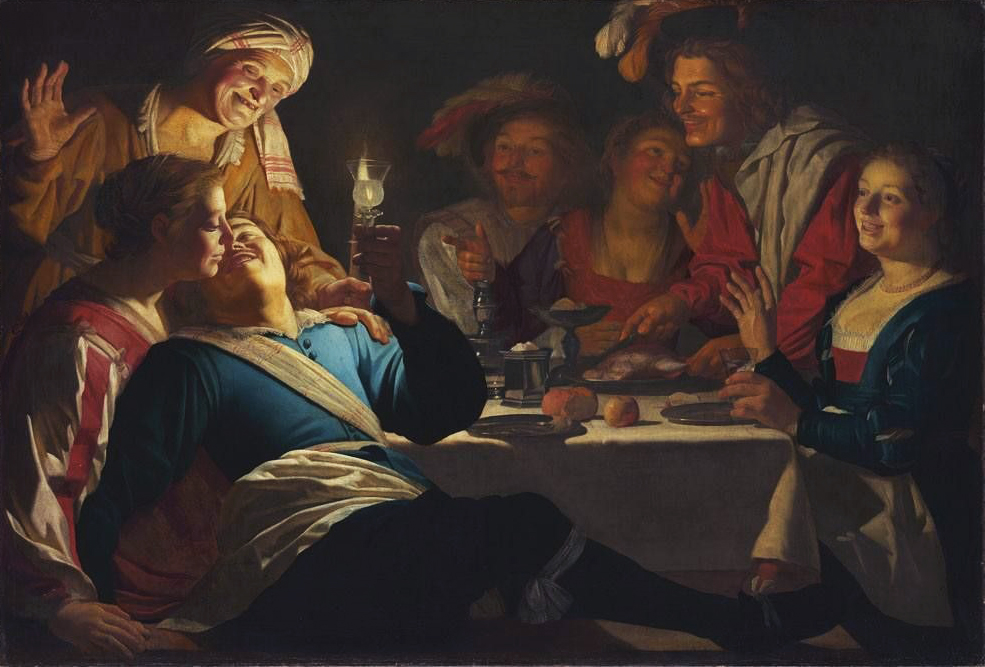
Гонтгорст. Бенкет блудного сина.

Трагічні події життя чи моральність вчинів людей мало зачіпають Гонтгорста. Він нейтрально змальовує пьяненького скрипаля чи чоловіка і жінку, що відверто фліртують, граючи на музичних інструментах. Гра жінки на лютні часто передувала домовленості про ціну на секс послугу. Нічна сцена в картині Гонтгорста «У сводні» саме про це, в руці нічного залицяльника кошель з грошима… Показовою є і картина «Бенкет блудного сина». Художник бере легковажний момент — сам бенкет, веселощі на батьківські гроші, за якими будуть бідність і каяття. А ні бідність, а ні каяття Гонтгорста ніяк не приваблювали. Добре намальована картина стала легковажною розповіддю про марнування життя без осуду художником неблагодійного вчинку.

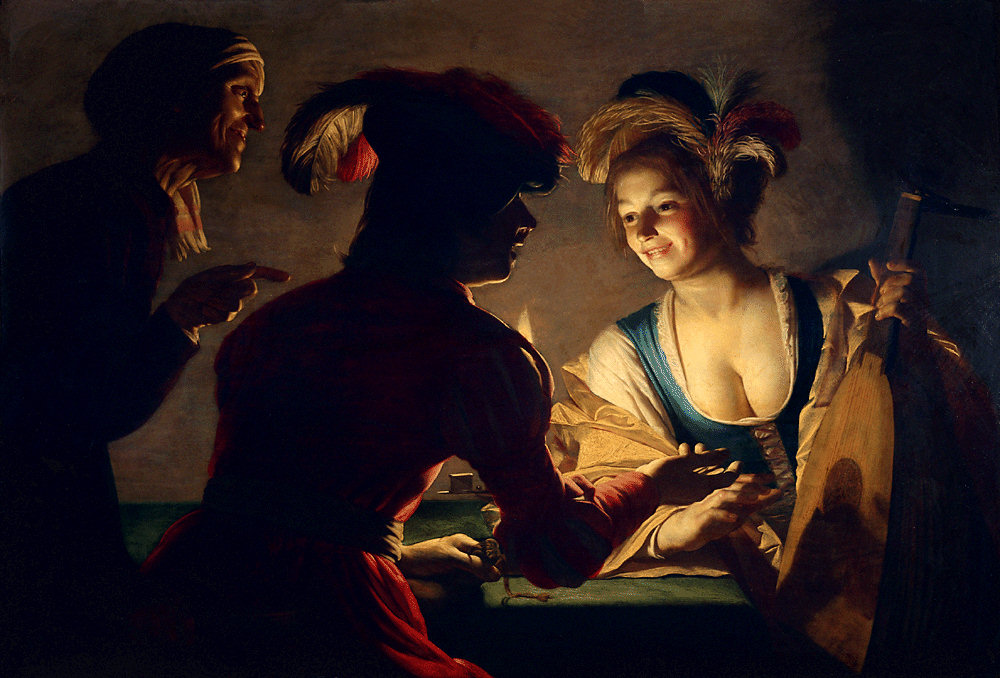
Гонтгорст. «У сводні»
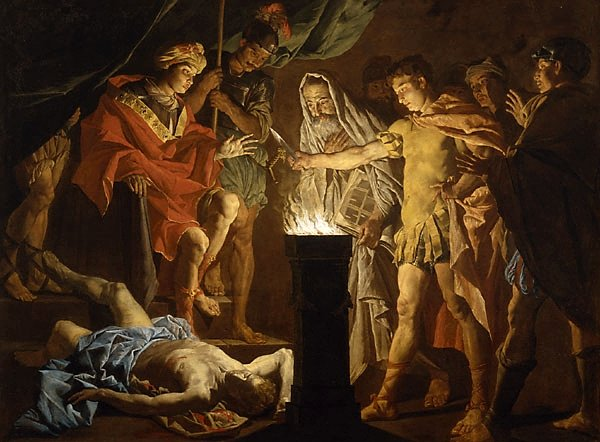
. Стомер. Муций Сцевола спалює власну руку перед Порсеною, бл. 1640 рр., (Art Gallery of New South Wales)
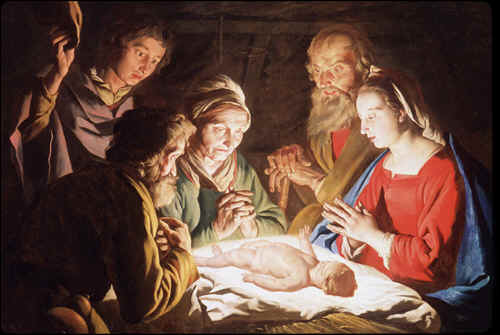
Стомер. Поклоніння пастухів. бл. 1635-40, Oil (North Carolina Museum of Art)

Деякий час Гонтгорст і Матіас Стомер наче йдуть поряд. У Гонтгорста є картина з художником-читачем вночі (палац Барберіні, Рим), і у Стомера є картина «Юнак читає біля свічки (художник?)». Обидва малювали «Поклоніння пастухів». Але Гонтгорст повернеться в Голландію, де розтренькуватиме талант на офіційні портрети і легковажні картини.
Навпаки, моральність і оцінка вчинків людини хвилюють Стомера. Герої Біблії і герої давньоримської історії — постійні персонажі його картин. Про захисника Риму Сцеволу він намалює декілька картин, уславивши самопожертву і здатність людини на героїчний вчинок.
Матіас Стомер назавжди залишиться в Італії, покине Рим і оселиться в південній частині країни, де не буде писати легковажних картин. І — кане в безвість, попри могутній талант і можливість стати уславленим не менше Гонтгорста.

## Любов колекціонерів
Картини утрехтських караваджистів залюбки колекціонували. Так, картини майстрів Голландії і Фландрії XVII століть збирав колекціонер з Петербурга Щавинський Василь Олександрович (1868—1928), українець за походженням. Колекціонуванням Василь Андрійович захопився у 1906–08 роках, коли найкращі твори вже розійшлися по приватним і великим музейним колекціям. Але його збірка мала близько 150 картин, яку по заповіту отримав Київ.
Більш наполегливим і вдалим був колекціонер з Петербурга Петро Семьонов-Тян-Шанський.Не маючи значних коштів, як Богдан і Варвара Ханенки чи Нечаєв-Мальцев, Семьонов збирав потроху, роками вистежуючи потрібного майстра чи навіть необхідний період. Він звертав увагу не на модність того чи іншого майстра, а на мистецькі якості полотен, їх збереженість, сюжет, мистецький центр походження картини. Сам не одноразово виїжджав у Голландію, де вивчав картини і купував потрібні. В його колекції були портрет пензля Рембрандта, два полотна вчителя Рембрандта — Пітера Ластмана, картини Матіаса Стомера, Гонтгорста.
За 50 років він зібрав 720 картин і майже 3.500 гравюр західно-європейських майстрів. У 1910 році колекцію отримав музей Ермітаж. За часів СРСР більшовицький уряд Москви неповажно поставився до колекції науковця та колекціонера і частково вона була розпродана за кордон.